# ليون بولك سميث
ليون بولك سميث (بالإنجليزية: Leon Polk Smith)‏ هو رسام أمريكي، ولد في 20 مايو 1906 في أوكلاهوما في الولايات المتحدة، وتوفي في 4 ديسمبر 1996 في نيويورك في الولايات المتحدة.